# 日加洛沃区
日加洛沃区（俄语：Жигаловский район）是俄罗斯联邦伊尔库茨克州下辖的一个区，其行政中心为日加洛沃。据2016年统计，该区的人口为8549人。